# Stomatosema dominicensis
Stomatosema dominicensis är en tvåvingeart som beskrevs av Gagne 1994. Stomatosema dominicensis ingår i släktet Stomatosema och familjen gallmyggor.
Artens utbredningsområde är Dominica. Inga underarter finns listade i Catalogue of Life.